# Magnesioferrita
La magnesioferrita es un mineral de la clase de los minerales óxidos, y dentro de esta pertenece al llamado "grupo de la espinela". Fue descubierta en 1859 en el monte Vesubio cerca de Nápoles, en la región de la Campania (Italia), siendo nombrada en alusión a su composición química, pues contiene magnesio y hierro -ferrum en latín-. Sinónimos poco usados son los de ceilonita o pleonasta.

## Características químicas
Es un óxido múltiple de hierro y magnesio, que como todos los del grupo de la espinela son óxidos de metal que cristalizan en el sistema cúbico.
Forma una serie de solución sólida con la magnetita (Fe2+(Fe3+)2O4), en la que la sustitución gradual del magnesio por hierro va dando los distintos minerales de la serie.

## Formación y yacimientos
Aparece en zonas de metasomatismo de contacto. Lo más común es que se origine en fumarolas; también en metamorfismo por combustión de alto grado de margas -facies sanidinita- o en combustiones de yacimientos de carbón, así como en dolomías metamorfizadas.
Se forma como mineral accesorio en algunas kimberlitas, carbonatitas y gabros alcalinos; también en forma de inclusiones arborescentes en esférulas de vidrio en sedimentos, atribuidas a los restos del impacto de un gran meteorito.
Suele encontrarse asociado a otros minerales como: hematita, magnetita con titanio o diópsido con hierro.